# Demostración de impacto controlado

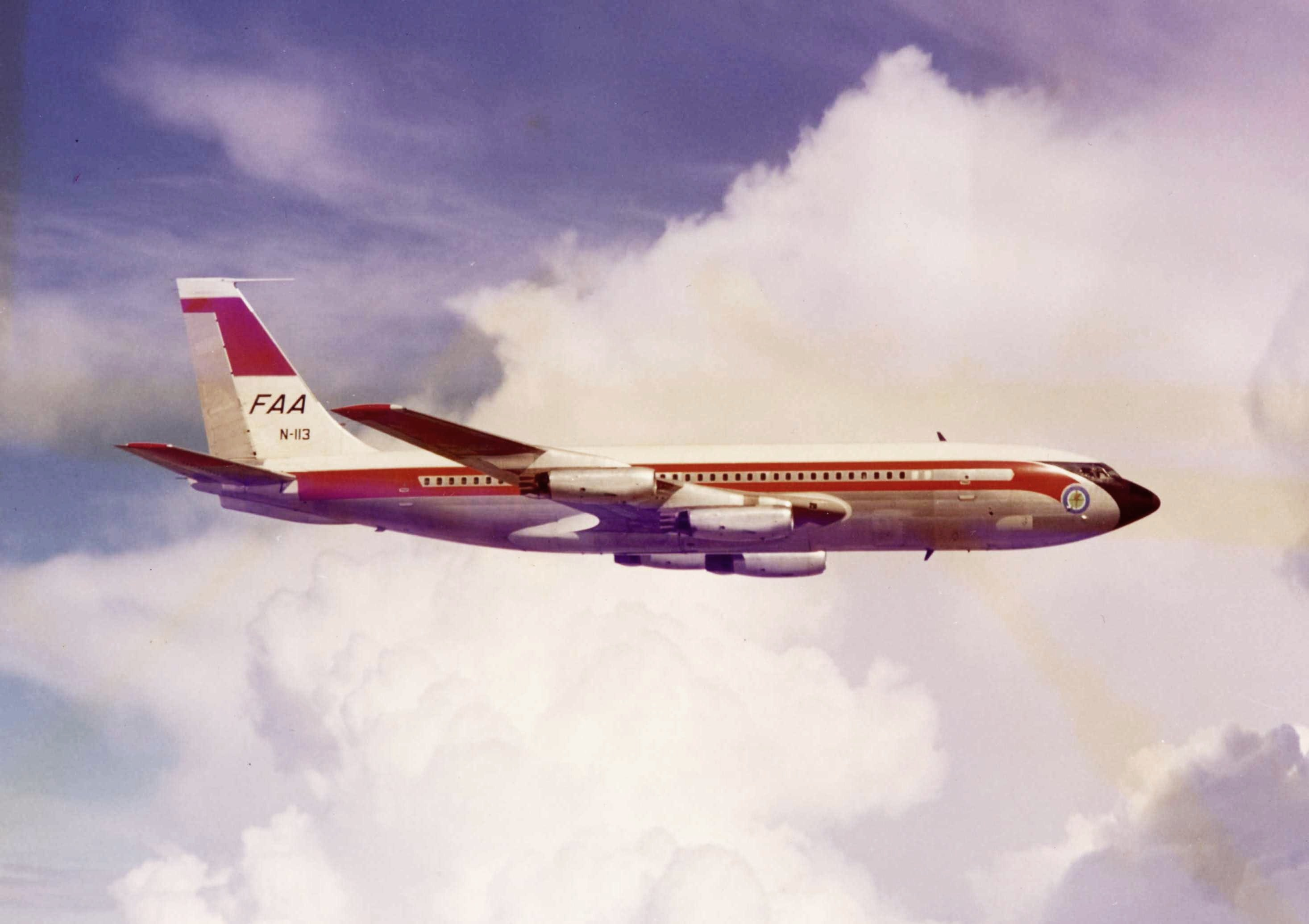
N833NA, el avión Boeing 720 involucrado en la prueba

La demostración de impacto controlado (o coloquialmente Crash In the Desert ) fue un proyecto conjunto entre la NASA y la Administración Federal de Aviación (FAA) que estrelló intencionalmente un avión Boeing 720 controlado de forma remota para adquirir datos y probar nuevas tecnologías para ayudar a los pasajeros y la supervivencia de la tripulación. El accidente requirió más de cuatro años de preparación por parte del Centro de Investigación Ames de la NASA, el Centro de Investigación Langley, el Centro de Investigación de Vuelo Dryden, la FAA y General Electric . Después de numerosas pruebas, el avión se estrelló el 1 de diciembre de 1984. En general, la prueba transcurrió según lo planeado y produjo una bola de fuego espectacular que requirió más de una hora para extinguirse.

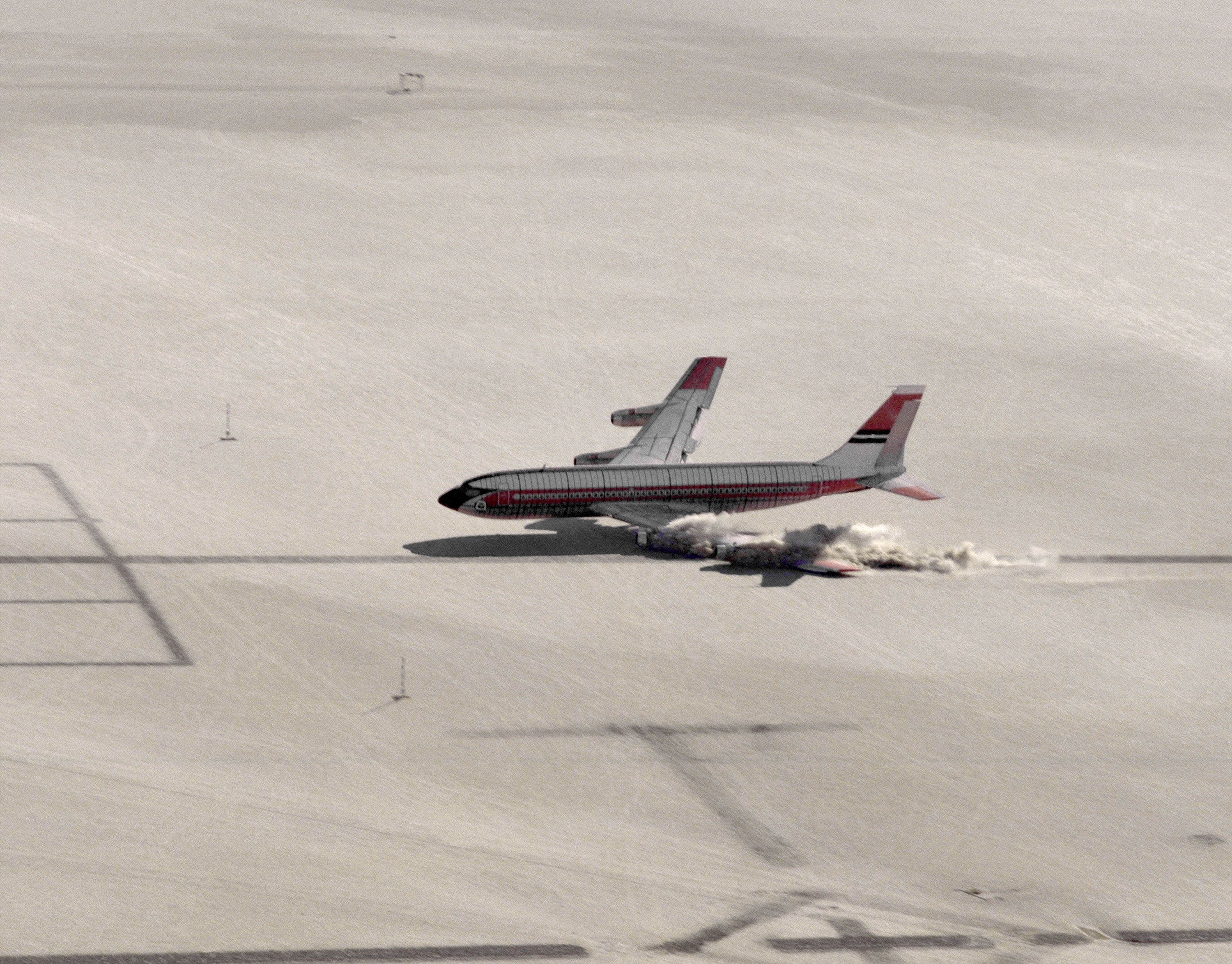
Contacto

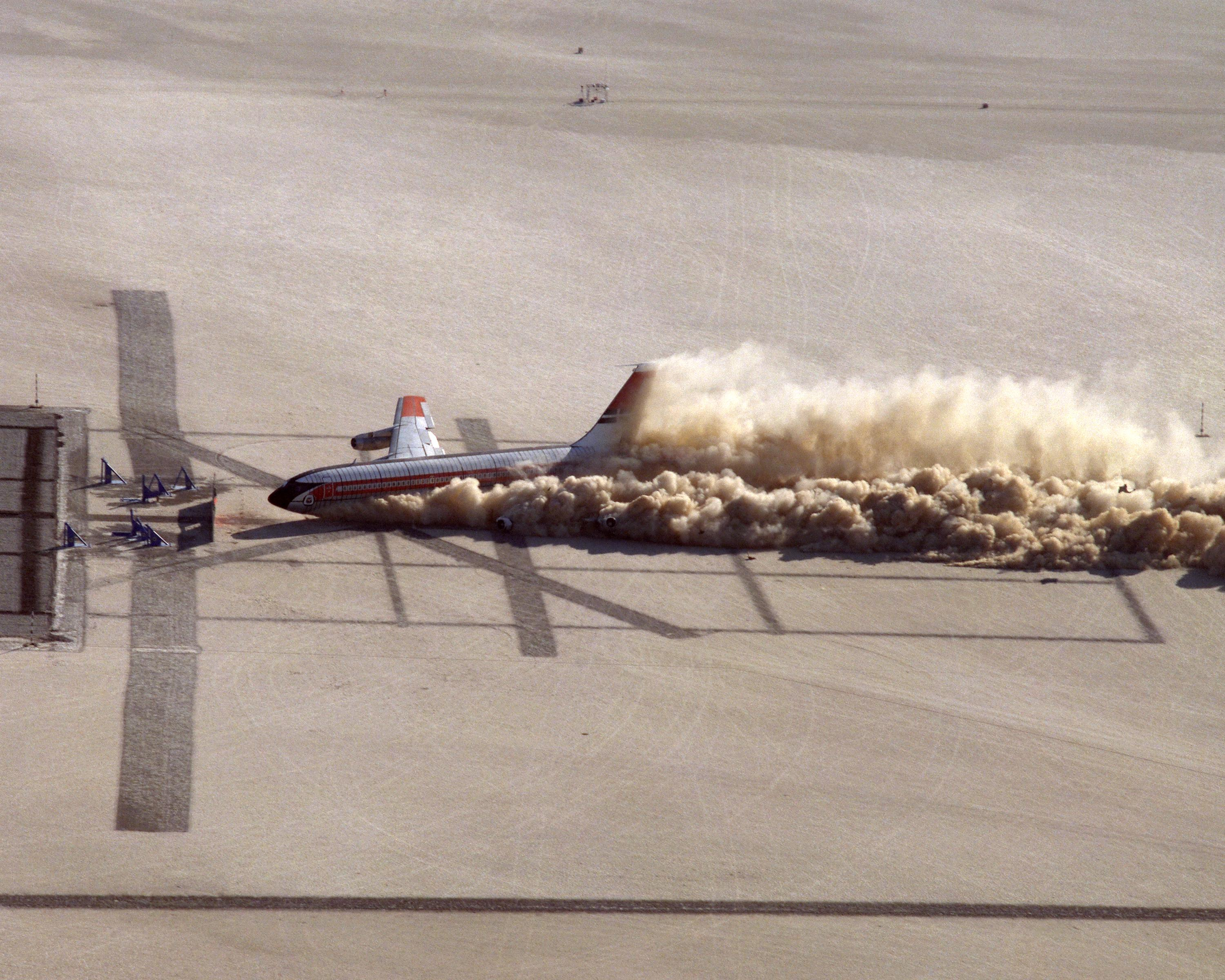
Antes del impacto

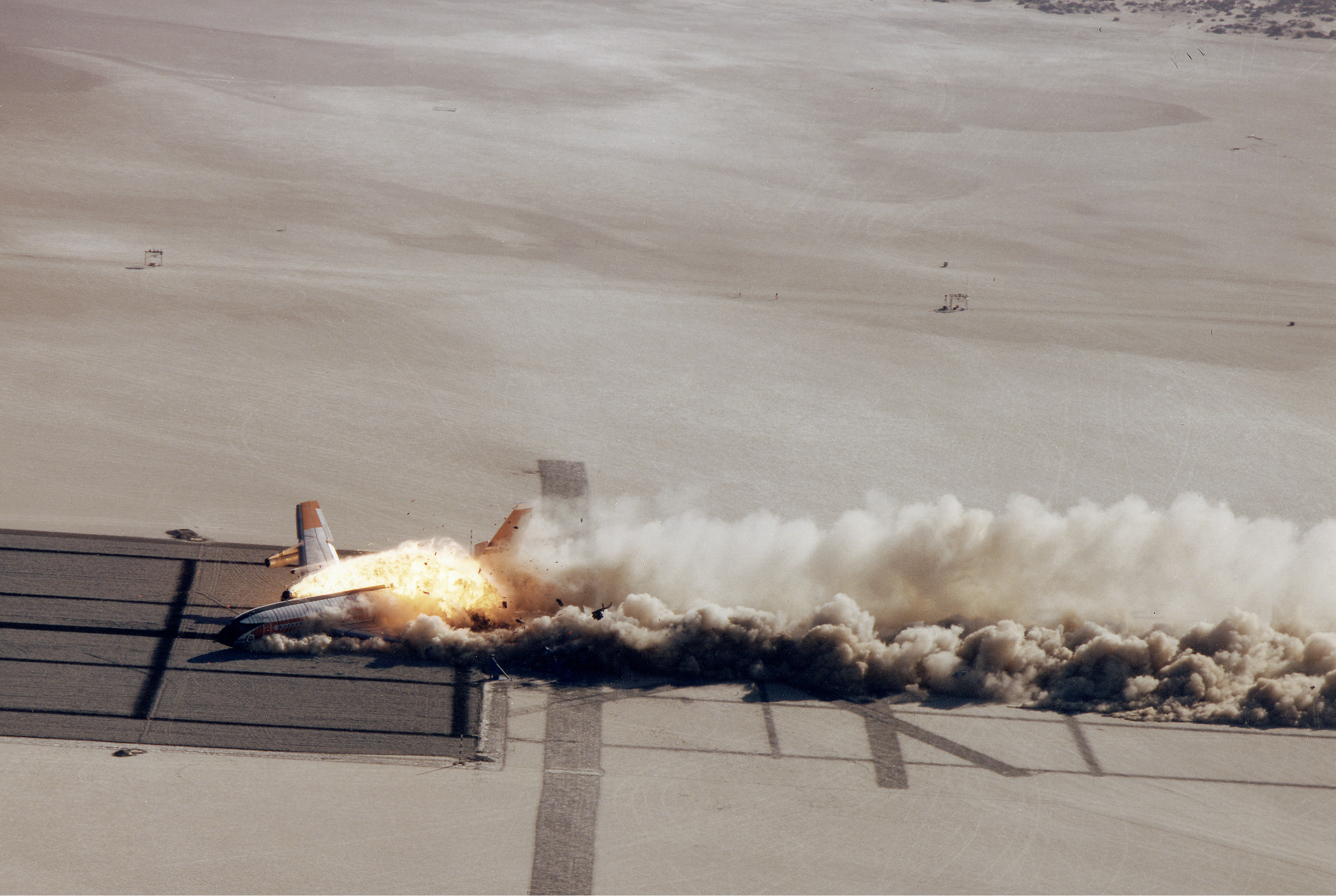
Después del impacto 1

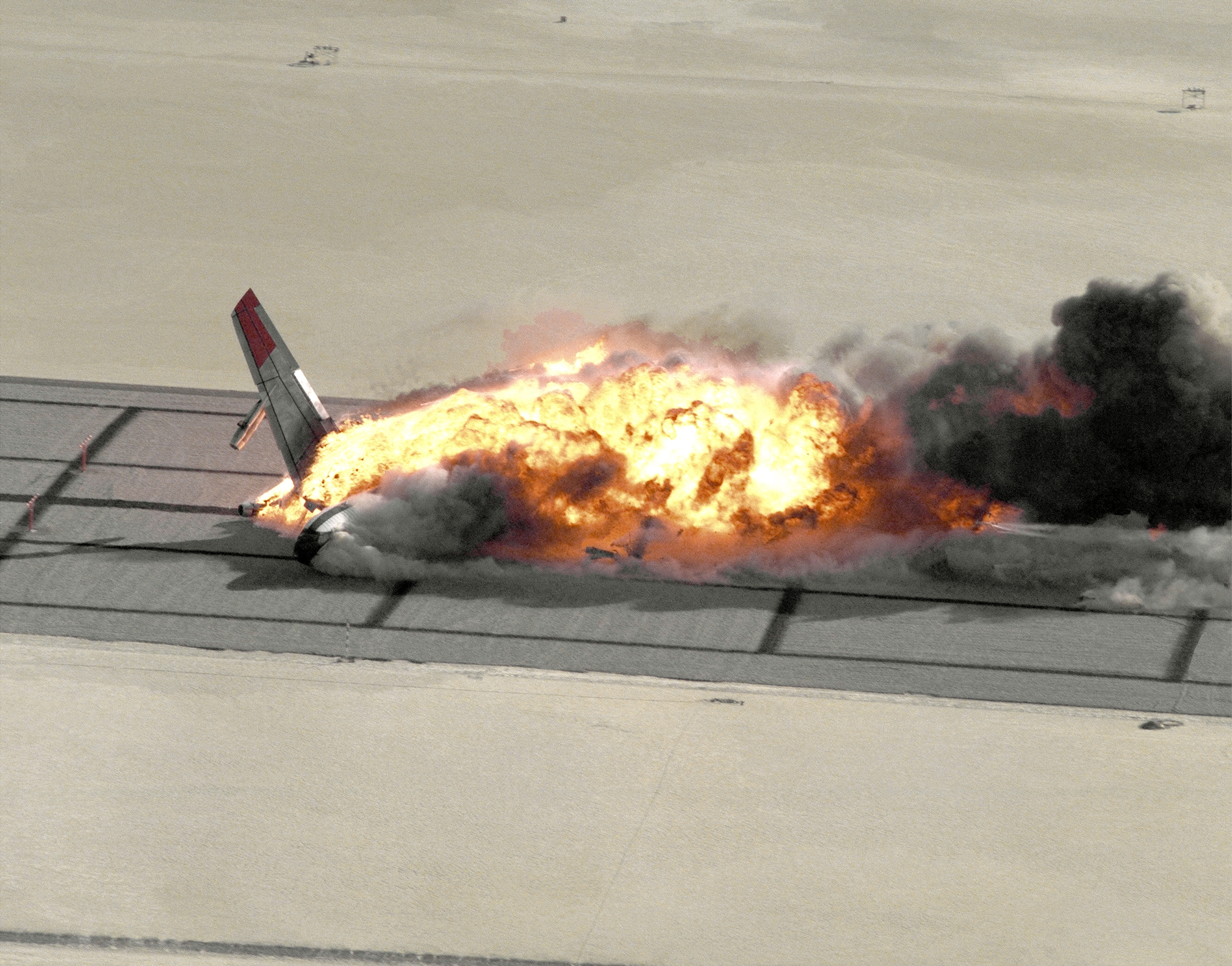
Después del impacto 2

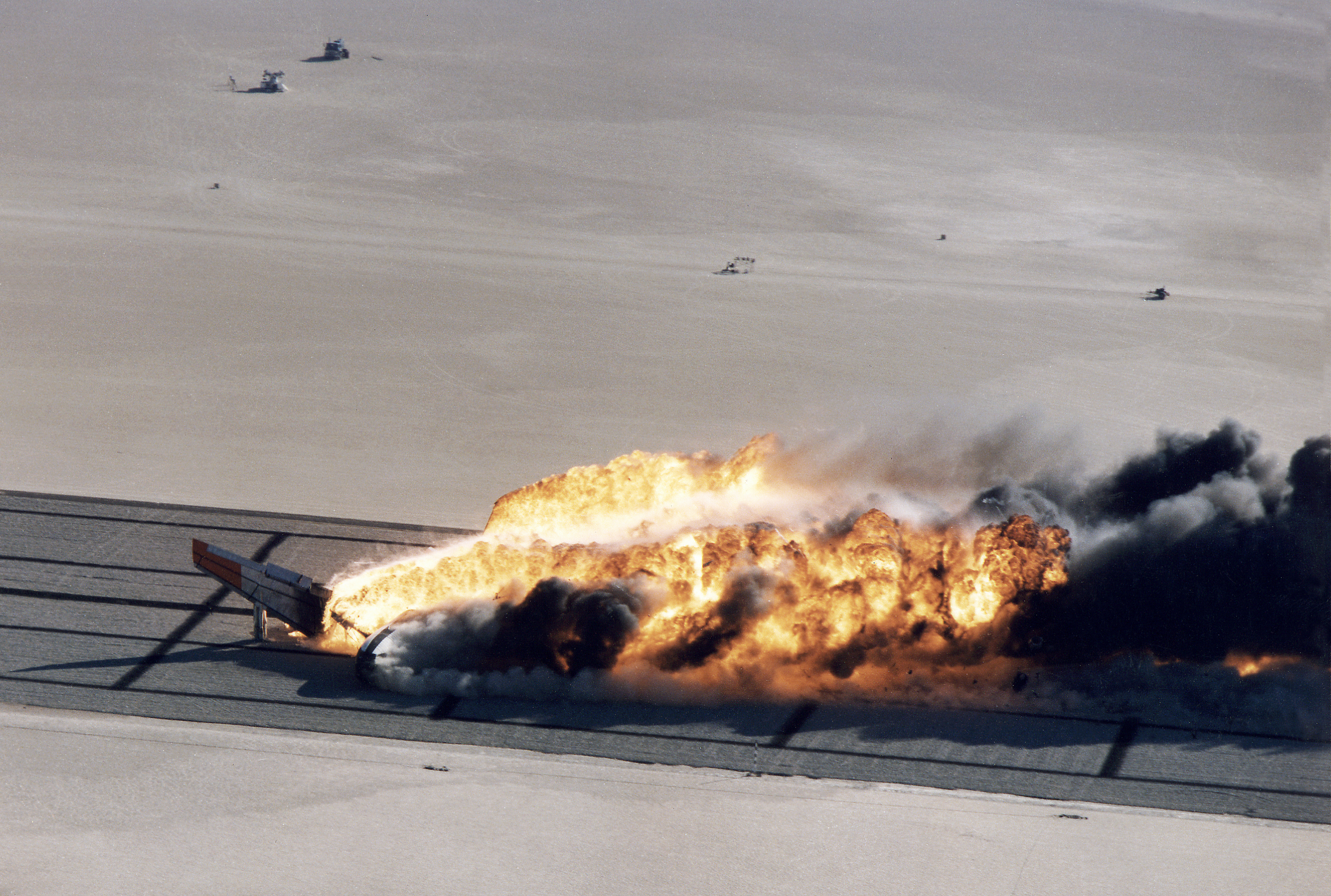
Después del impacto 3

La FAA concluyó que aproximadamente una cuarta parte de los pasajeros habría sobrevivido, que el combustible de prueba de queroseno antivaho no redujo suficientemente el riesgo de incendio y que se necesitaban varios cambios en el equipo en el compartimiento de pasajeros de la aeronave. La NASA concluyó que una pantalla frontal y un sistema de aterrizaje por microondas habrían ayudado al piloto a volar la aeronave de manera más segura.
La NASA y la Administración Federal de Aviación (FAA) llevaron a cabo un programa conjunto para la adquisición, demostración y validación de tecnología para la mejora de la supervivencia en caso de accidente de los ocupantes de aviones de transporte utilizando un gran avión de transporte cuatrimotor pilotado por control remoto en una demostración de impacto controlado (CID). El programa CID se llevó a cabo en el Centro de Investigación de Vuelo Dryden del Centro de Investigación Ames de la NASA (Ames-Dryden), en Edwards, California, utilizando un Boeing 720 de transporte teledirigido, y se completó a finales de 1984. Los objetivos del programa CID eran demostrar una reducción del fuego tras el choque mediante el uso de combustible antiniebla, adquirir datos estructurales del choque del transporte y demostrar la eficacia de los sistemas estructurales de cabina y de retención de asientos mejorados existentes. El Boeing 720 (número de cola N833NA) fue adquirido nuevo por la FAA en 1960 como avión de entrenamiento. Tras más de 20.000 horas y 54.000 ciclos de despegue y aterrizaje, había llegado al final de su vida útil. El avión fue entregado a NASA-Ames/Dryden Flight Research Center para el programa CID en 1981.

## Recomendaciones
El impacto real demostró que el aditivo antivaho probado no fue suficiente para prevenir un incendio posterior al choque en todas las circunstancias, aunque la intensidad reducida del incendio inicial se atribuyó al efecto de AMK.
Los investigadores de la FAA estimaron que entre el 23% y el 25% de la dotación total de 113 personas de la aeronave podrían haber sobrevivido al accidente. El tiempo desde el deslizamiento hasta el oscurecimiento completo del humo para la cabina delantera fue de 5 segundos; para la cabina de popa, fueron 20 segundos. El tiempo total para evacuar fue de 15 y 33 segundos respectivamente, lo que representa el tiempo necesario para alcanzar y abrir las puertas y operar el tobogán. Los investigadores etiquetaron su estimación de la capacidad de escapar a través del denso humo como "altamente especulativa".
Como resultado del análisis del choque, la FAA instituyó nuevos estándares de inflamabilidad para los cojines de los asientos que requerían el uso de capas que bloquearan el fuego, lo que resultó en asientos que funcionaron mejor que los de la prueba. También implementó un estándar que requiere que la iluminación de proximidad del piso se fije mecánicamente, debido al aparente desprendimiento de dos tipos de luces de emergencia sujetas con adhesivo durante el impacto. Se encontró que las regulaciones federales de aviación para las tasas de muestreo del registrador de datos de vuelo para cabeceo, balanceo y aceleración eran insuficientes.
La NASA concluyó que la tarea de pilotaje de impacto era una carga de trabajo inusualmente alta, que podría haberse reducido mediante el uso de una pantalla de visualización frontal, la automatización de más tareas y un monitor de mayor resolución. También recomendó el uso de un sistema de aterrizaje por microondas para mejorar la precisión del seguimiento con respecto al sistema estándar de aterrizaje por instrumentos . En la práctica, el Sistema de Aumento de Área Amplia basado en el Sistema de Posicionamiento Global vino a cumplir este papel.

Fotos y vídeos adicionales
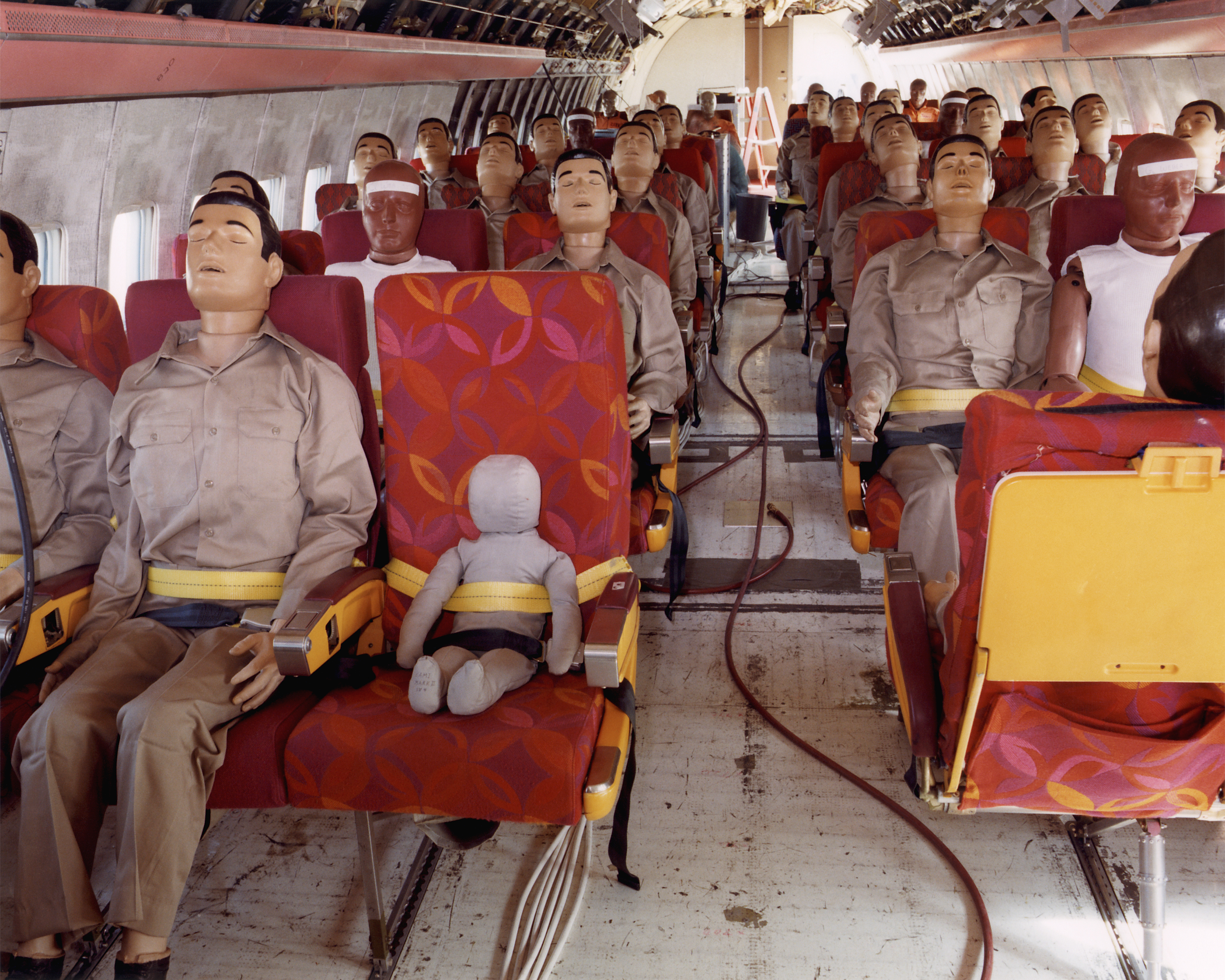
Maniquíes para choques instrumentados
- Secuencia de demostración de impacto controlado (DIC)
- Avión DIC en vuelo de práctica sobre el lugar del impacto objetivo con cortadores de alas
- Vídeo de la cámara trasera de demostración de impacto controlado (DIC)